# Lepadella whitfordi
Lepadella whitfordi är en hjuldjursart som beskrevs av Elbert Halvor Ahlstrom 1938. Lepadella whitfordi ingår i släktet Lepadella och familjen Lepadellidae. Inga underarter finns listade i Catalogue of Life.